# Rhodolaena coriacea
Rhodolaena coriacea là một loài thực vật có hoa trong họ Sarcolaenaceae. Loài này được G.E.Schatz & al. mô tả khoa học đầu tiên năm 2000.